# Аятская волость
Ая́тская во́лость — административно-территориальная единица в 1-м стане Екатеринбургского уезда Пермской губернии.

## Население
По данным последней ревизии (1858 год) в волости проживало 3933 человека, объединённых в 400 домохозяйств.
По результатам подворной переписи 1886 года население волости составляло 5372 человека (1135 домохозяйств).
Согласно списку 1904 года, в волости проживало 6021 человек, из них 188 человек не были приписаны к сельским обществам. Количество домовладений (дворов) — 1337 (1184 занимались земледелием).

## Состав волости по подворной переписи 1887 года
По данным подворной переписи 1886 года волость включала семь населённых пунктов, в том числе четыре села: Аятское, Конево, Шайдуриха и Киприно, а также две деревни и один выселок. Преобладающей национальностью во всех населённых пунктах были русские.
Населённые пункты волости были объединены в шесть сельских обществ:
- Аятское
  - Аятское
- Конёвское
  - Конево
  - выселок Гашени (Одина, Нефёдова)
- Шайдурихинское
  - Шайдуриха
- Кипринское
  - Киприно
- Корельское
  - Корелы
- Пьянковское
  - Пьянково

## Состав волости на 1904—1908 годы
Следующие данные о составе волости содержатся в Списке населённых мест Пермской губернии за 1904 год и аналогичном списке населённых пунктов Екатеринбургского уезда за 1908 год (но в последнем не приводится данных о общей численности населения волости). По сравнению с 1886 годом в составе волости появилось 7 сельское общество (Гашенское) с единственным населённым пунктом (деревней Гашени). Волость в 1904 году входила в состав 1-го стана Екатеринбургского уезда, земской участок № 12, судебно-следственный участок № 7.

## Состав волости на 1917 год
Последние доступные данные о составе волости содержатся в Адрес-календаре и справочной книжке Пермской губернии за 1917 год. Число сельских обществ осталось аналогично количеству 1904 года. В 1917 году волость входила в состав 1-го стана Екатеринбургского уезда, земской участок № 12, судебно-следственный участок № 7, призывной участок № 4.
Аятская волость просуществовала до советской административной реформы 1923—1924 годов, в ходе которой волость в изменённых границах вошла в состав Невьянского района.